# Finanzamt Garmisch-Partenkirchen
Das Finanzamt Garmisch-Partenkirchen ist eine örtliche Behörde der Finanzverwaltung in Bayern und das Finanzamt des Marktes Garmisch-Partenkirchen. Es untersteht dem Bayerischen Landesamt für Steuern in München und hat die Bundesfinanzamtsnummer 9119.
Der Zuständigkeitsbereich des Finanzamts umfasst die Gemeinden Bad Bayersoien, Bad Kohlgrub, Elmau, Eschenlohe, Ettal, Farchant, Garmisch-Partenkirchen, Gerold, Grainau, Großweil, Hofheim, Klais, Kranzbach, Krün, Mittenwald, Murnau, Oberammergau, Oberau, Obernach, Ohlstadt, Plattele, Riegsee, Saulgrub, Schneefernerhaus, Schwaigen, Seehausen, Spatzenhausen, Uffing, Unterammergau und Wallgau.

## Geschichte

Ehemaliges Rentamt Garmisch (Fürstenstraße 21)

Im Zuge der Säkularisation in Bayern zu Beginn des 19. Jahrhunderts ging die Finanzhoheit über das Werdenfelser Land 1803 vom Hochstift Freising auf das Kurfürstentum Bayern über und es entstand das Rentamt Werdenfels. Mit der Erhebung Bayerns zum Königreich 1806 erfolgte die Umbenennung in „Königlich Bayerisches Rentamt Werdenfels“, das den Amtsgerichtsbezirk Garmisch umfasste.
1903 erhielt das Amt die Bezeichnung „Königliches Rentamt“. Nach dem Ersten Weltkrieg entstand dann das „Finanzamt Garmisch“, das seit der Zusammenlegung der beiden Gemeinden Garmisch und Partenkirchen im Jahr 1935 „Finanzamt Garmisch-Partenkirchen“ heißt.

## Gebäude

Ehemaliges Finanzamt Garmisch-Partenkirchen (Von-Brug-Straße 5)

Das Amt war ursprünglich im heute denkmalgeschützten Gebäude Fürstenstraße 21 aus dem Jahr 1660 in Garmisch untergebracht.
Im Herbst 1907 bezog das Amt ein im Jugendstil errichtetes neues Gebäude an der Von-Brug-Straße 5 in Garmisch. 1953 wurde das Gebäude um einen Anbau erweitert. Weitere Diensträume in anderen Gebäuden kamen hinzu.
An der heutigen Dompfaffstraße 5 in Garmisch-Partenkirchen wurde 2008–2011 ein neues Dienstgebäude als zweistöckiger Flachbau in Holzständerbauweise errichtet, das alle Arbeitsbereiche des Finanzamts Garmisch-Partenkirchen zusammenfasst. Das moderne Gebäude stößt aufgrund der Kombination aus Holzbauweise und Architektur des 21. Jahrhunderts auf überregionales Interesse.